# 分子鋳型法
分子鋳型法（ぶんしいがたほう、Molecular Template Method）、或いはテンプレート法とは、MCM-41などに代表されるメソポーラスシリカなどを、界面活性剤の分子集合体を型（template）にして、ゾルゲル法で合成する方法である。
界面活性剤分子は、溶液中の濃度や、溶液の温度、圧力などの条件により、ベシクルやミセルといった分子集合体を形成する。この分子集合体を型にして、隙間に金属酸化物を形成させるのが、この方法の基本である。
例えば、MCM-41では、棒状ミセルの集合体であるヘキサゴナル構造を分子鋳型としている。この状態で、シリカの原料であるTEOS（オルトケイ酸テトラエチル）などの金属アルコキシドの加水分解・重縮合反応を進行させると、分子鋳型の表面にシリカ（主にアモルファス）が形成する。これを焼成する事で、有機分子である界面活性剤を取り除くと、分子鋳型の部分が空いた、即ち、多孔質のシリカ粒子が得られる。
通常、得られる多孔質材料の孔径は、界面活性剤分子の疎水鎖の長さに左右される。
しかし、疎水鎖は、構造上の自由度が大きい為、精密に制御する事は出来ない。
そこで、分子鋳型を、単一の界面活性剤溶液ではなく、複数成分を用いた混合系にする場合もある。この場合、混合比を変える事で、細孔径を精密に制御出来る。
ベシクルを型にしてシリカを合成すると、シリカの中空粒子を合成する事が出来る。（シリカの中空粒子自体は、この方法以外にも、エマルションやバブルを利用して合成出来るが、粒子径は分子鋳型法より大きい。）
これまでの文章から類推すると、得られるシリカの中空粒子は、当然、ベシクルの大きさに等しくなるはずであるが、実際には必ずしもそうはならず、小さい粒子が得られる事がある。メカニズムは不明（仮説の段階）であるが、この場合、ベシクルを鋳型（テンプレート）と呼ぶのは、語感的な意味で不正確と考えられる。その為、こういった場合は、鋳型（テンプレート）ではなく、構造指向剤（structure directing agent）などと呼ばれる。